# Magnolia mediocris
Espèce
Statut de conservation UICN

 LC  : Préoccupation mineure
Magnolia mediocris est une espèce de plantes à fleurs de la famille des Magnoliacées. C'est un arbre présent en Asie du Sud-Est.

## Description
C'est un arbre.

## Répartition et habitat
Cette espèce est présente en Chine (provinces de Guangdong, Guangxi, Guizhou, Hainan et Hunan), en Thaïlande, au Laos, au Cambodge et au Viêt Nam